# Xiphogryllacris orthoxipha
Xiphogryllacris orthoxipha är en insektsart som först beskrevs av Heinrich Hugo Karny 1929.  Xiphogryllacris orthoxipha ingår i släktet Xiphogryllacris och familjen Gryllacrididae. Inga underarter finns listade i Catalogue of Life.